# Coupe d'Allemagne de football 1974-1975
Navigation
Édition précédente Édition suivante
La coupe d'Allemagne de football 1974-1975 est la trente deuxième édition de l'histoire de la compétition. La finale a lieu à Hanovre au  Niedersachsenstadion.
Le club de l'Eintracht Francfort remporte le trophée pour la deuxième fois de son histoire. Il bat en finale le MSV Duisbourg sur le score de 1 but à 0.

## Premier tour
Les résultats du premier tour 
| Date           | Domicile                    | Extérieur                           | Score         |
| -------------- | --------------------------- | ----------------------------------- | ------------- |
| 07 - 09 - 1974 | 1. SC Göttingen 05          | Hanovre 96                          | 3 - 2         |
| 07 - 09 - 1974 | Bayern Munich               | VfB Stuttgart                       | 3 - 2         |
| 07 - 09 - 1974 | SpVgg Bayreuth              | FC Schalke 04                       | 1 - 2         |
| 07 - 09 - 1974 | Arminia Bielefeld           | Eintracht Francfort                 | 1 - 3         |
| 07 - 09 - 1974 | Eintracht Brunswick         | Hertha BSC Berlin                   | 4 - 1 (a. p.) |
| 07 - 09 - 1974 | 1. FC Schweinfurt 05        | 1. FC Kaiserslautern                | 3 - 4         |
| 07 - 09 - 1974 | SC Preußen Münster          | Hambourg SV                         | 0 - 4         |
| 07 - 09 - 1974 | SV Darmstadt 98             | Wuppertaler SV                      | 2 - 1         |
| 07 - 09 - 1974 | Werder Brême                | BSC Grünhöfe                        | 11 - 1        |
| 07 - 09 - 1974 | TV Gültstein                | Borussia Mönchengladbach            | 0 - 5         |
| 07 - 09 - 1974 | Fortuna Düsseldorf          | ASV Neumarkt                        | 6 - 0         |
| 07 - 09 - 1974 | OSV Hannover                | Rot-Weiss Essen                     | 2 - 5         |
| 07 - 09 - 1974 | VfB Oldenburg               | 1. FC Cologne                       | 2 - 6         |
| 07 - 09 - 1974 | VfL Osnabrück               | Borussia Neunkirchen                | 0 - 2         |
| 07 - 09 - 1974 | Karlsruher SC               | FC Bayern Hof                       | 0 - 1         |
| 07 - 09 - 1974 | Schwarz-Weiß Essen          | SG Wattenscheid 09                  | 3 - 0         |
| 07 - 09 - 1974 | FC Augsbourg                | 1. FC Saarbrücken                   | 2 - 1         |
| 07 - 09 - 1974 | Aix-la-Chapelle             | SpVgg Erkenschwick                  | 1 - 0         |
| 07 - 09 - 1974 | Wacker 04 Berlin            | 1. Mainzer Fußball- und Sportverein | 0 - 1 (a. p.) |
| 07 - 09 - 1974 | Borussia Dortmund           | VfR Heilbronn                       | 3 - 0         |
| 07 - 09 - 1974 | TSV 1860 Munich             | VfR Wormatia 08 Worms               | 3 - 2 (a. p.) |
| 07 - 09 - 1974 | VfR Mannheim                | SC Sperber                          | 8 - 0         |
| 07 - 09 - 1974 | FC Bremerhaven              | VfL Wolfsbourg                      | 1 - 2         |
| 07 - 09 - 1974 | FK Pirmasens                | VfR Neumünster                      | 7 - 1         |
| 07 - 09 - 1974 | FV 09 Weinheim              | FC Bayer 05 Uerdingen               | 2 - 4 (a. p.) |
| 07 - 09 - 1974 | 1. FC Nuremberg             | FC Wacker München                   | 2 - 2 (a. p.) |
| 07 - 09 - 1974 | SpVgg Ludwigsburg           | 1. FC Mülheim                       | 2 - 2 (a. p.) |
| 07 - 09 - 1974 | CHIO Waldhof 07             | Heider SV                           | 4 - 0         |
| 07 - 09 - 1974 | VfB Eppingen                | SV Röchling Völklingen              | 2 - 1         |
| 07 - 09 - 1974 | HSV Barmbek-Uhlenhorst      | TSV Siegen                          | 1 - 2         |
| 07 - 09 - 1974 | Hamborn 07                  | Fortuna Cologne                     | 1 - 3         |
| 07 - 09 - 1974 | Olympia Wilhelmshaven       | SV Trier                            | 4 - 1         |
| 07 - 09 - 1974 | Rot-Weiß Oberhausen         | TuS Langerwehe                      | 4 - 2 (a. p.) |
| 07 - 09 - 1974 | VfB Homberg                 | DJK Gütersloh                       | 1 - 3         |
| 07 - 09 - 1974 | FV Lörrach                  | ASV Landau                          | 1 - 2         |
| 07 - 09 - 1974 | Kieler SV Holstein          | Rot-Weiss Frankfurt                 | 6 - 1         |
| 07 - 09 - 1974 | FV Eppelborn                | Sportfreunde Eisbachtal             | 4 - 2         |
| 07 - 09 - 1974 | Rapide Wedding              | TuS Mayen                           | 3 - 0         |
| 07 - 09 - 1974 | TSV Klein-Linden            | Rot-Weiss Lüdenscheid               | 1 - 2         |
| 07 - 09 - 1974 | SV Sandhausen               | 1. FC Wunstorf                      | 3 - 2         |
| 07 - 09 - 1974 | Heidenheimer Sportbund 1846 | Hertha 03 Zehlendorf                | 2 - 2 (a. p.) |
| 07 - 09 - 1974 | ASC Dudweiler               | SC Emmendingen                      | 2 - 1         |
| 07 - 09 - 1974 | VfB Stuttgart (2)           | FC 08 Villingen                     | 8 - 4 (a. p.) |
| 07 - 09 - 1974 | FV Baden-Oos                | Arminia Hanovre                     | 1 - 3         |
| 07 - 09 - 1974 | TuS Ahlen                   | VfB Theley                          | 1 - 2         |
| 07 - 09 - 1974 | Eintracht Nordhorn          | SC Westend 01                       | 5 - 1         |
| 07 - 09 - 1974 | VfB Lübeck                  | Bayern Munich (2)                   | 3 - 1         |
| 07 - 09 - 1974 | Spandauer SV 1894           | Hambourg SV                         | 1 - 3         |
| 07 - 09 - 1974 | Eintracht Bad Kreuznach     | SC Westalia Herne                   | 2 - 0         |
| 07 - 09 - 1974 | FC Rodalben                 | TSV Bleidenstadt                    | 0 - 1 (a. p.) |
| 07 - 09 - 1974 | Blumenthaler SV             | MSV Duisbourg                       | 1 - 3         |
| 07 - 09 - 1974 | Eintracht Bad Kreuznach     | Bayer Leverkusen                    | 1 - 3         |
| 07 - 09 - 1974 | FC St. Pauli                | SG Ahrweiler/Bad Neuenahr           | 3 - 0         |
| 07 - 09 - 1974 | SC Jülich                   | Göppinger SV                        | 2 - 1         |
| 07 - 09 - 1974 | Usinger TSG                 | Teutonia Obernau                    | 3 - 2         |
| 07 - 09 - 1974 | SV Leiwen                   | 1. FC Pforzheim                     | 2 - 2 (a. p.) |
| 07 - 09 - 1974 | TSV Ersen                   | VfB Dillingen                       | 0 - 1 (a. p.) |
| 07 - 09 - 1974 | SC Viktoria Köln            | SpVgg Fürth                         | 0 - 5         |
| 07 - 09 - 1974 | FC Homburg-Saar             | TuS Schwachhausen                   | 3 - 0         |
| 07 - 09 - 1974 | SC Viktoria Köln            | Stuttgarter Kickers                 | 4 - 0         |
| 07 - 09 - 1974 | Union Solingen              | Kickers Offenbach                   | 2 - 1         |

Matchs rejoués.
| Date           | Domicile             | Extérieur                   | Score                        |
| -------------- | -------------------- | --------------------------- | ---------------------------- |
| 22 - 09 - 1974 | Hertha 03 Zehlendorf | Heidenheimer Sportbund 1846 | 5 - 0                        |
| 28 - 09 - 1974 | 1. FC Pforzheim      | SV Leiwen                   | 0 - 0 (a. p.) (t.a.b. 5 - 3) |
| 01 - 10 - 1974 | FC Wacker München    | 1. FC Nuremberg             | 2 - 5                        |
| 01 - 10 - 1974 | 1. FC Mülheim        | SpVgg Ludwigsburg           | 3 - 1                        |

## Deuxième tour
Les résultats du deuxième tour
| Date           | Domicile                 | Extérieur                           | Score         |
| -------------- | ------------------------ | ----------------------------------- | ------------- |
| 26 - 10 - 1974 | FC Bayern Hof            | VfL Bochum                          | 2 - 2 (a. p.) |
| 26 - 10 - 1974 | FC Schalke 04            | Hertha 03 Zehlendorf                | 6 - 0         |
| 26 - 10 - 1974 | MSV Duisbourg            | 1. FC Nuremberg                     | 3 - 0         |
| 26 - 10 - 1974 | Rot-Weiss Essen          | DJK Gütersloh                       | 6 - 2         |
| 26 - 10 - 1974 | Bayern Munich            | Rot-Weiß Oberhausen                 | 2 - 0         |
| 26 - 10 - 1974 | Fortuna Düsseldorf       | FV Eppelborn                        | 4 - 1         |
| 26 - 10 - 1974 | 1. FC Kaiserslautern     | Spandauer SV 1894                   | 7 - 1         |
| 26 - 10 - 1974 | Rot-Weiss Lüdenscheid    | Eintracht Brunswick                 | 3 - 5         |
| 26 - 10 - 1974 | VfB Eppingen             | Hambourg SV                         | 2 - 1         |
| 26 - 10 - 1974 | FC St. Pauli             | 1. Mainzer Fußball- und Sportverein | 8 - 3         |
| 26 - 10 - 1974 | SpVgg Fürth              | Borussia Dortmund                   | 1 - 1 (a. p.) |
| 26 - 10 - 1974 | Fortuna Cologne          | Olympia Wilhelmshaven               | 7 - 2         |
| 26 - 10 - 1974 | 1. FC Mülheim            | VfR Mannheim                        | 2 - 0         |
| 26 - 10 - 1974 | CHIO Waldhof 07          | SV Sandhausen                       | 0 - 1         |
| 26 - 10 - 1974 | ASV Landau               | FC Augsbourg                        | 0 - 1         |
| 26 - 10 - 1974 | TSV Bleidenstadt         | FC Homburg-Saar                     | 0 - 0 (a. p.) |
| 26 - 10 - 1974 | Eintracht Bad Kreuznach  | TSV 1860 Munich                     | 2 - 4         |
| 26 - 10 - 1974 | TSV Siegen               | 1. SC Göttingen 05                  | 1 - 0         |
| 26 - 10 - 1974 | SC Viktoria Cologne      | Usinger TSG                         | 6 - 1 (a. p.) |
| 26 - 10 - 1974 | VfB Theley               | Altona 93                           | 2 - 4         |
| 26 - 10 - 1974 | Bayer Leverkusen         | Eintracht Nordhorn                  | 2 - 0         |
| 26 - 10 - 1974 | Arminia Hanovre          | ASC Dudweiler                       | 5 - 0         |
| 26 - 10 - 1974 | VfB Dillingen            | SC Jülich                           | 2 - 2 (a. p.) |
| 26 - 10 - 1974 | VfB Stuttgart (2)        | 1. FC Pforzheim                     | 2 - 0         |
| 26 - 10 - 1974 | VfL Wolfsbourg           | Werder Brême                        | 1 - 4         |
| 26 - 10 - 1974 | Tennis Borussia Berlin   | Rapide Wedding                      | 4 - 0         |
| 26 - 10 - 1974 | ASV Landau               | FC Augsbourg                        | 0 - 1         |
| 26 - 10 - 1974 | Kieler SV Holstein       | FC Bayer 05 Uerdingen               | 2 - 1         |
| 27 - 10 - 1974 | Schwarz-Weiß Essen       | SV Darmstadt 98                     | 2 - 0         |
| 27 - 10 - 1974 | Union Solingen           | Eintracht Francfort                 | 1 - 2 (a. p.) |
| 13 - 11 - 1974 | Aix-la-Chapelle          | Borussia Neunkirchen                | 2 - 1         |
| 21 - 12 - 1974 | FK Pirmasens             | VfB Lübeck                          | 6 - 0         |
| 29 - 01 - 1975 | Borussia Mönchengladbach | 1. FC Cologne                       | 3 - 5         |

Matchs rejoués
| Date           | Domicile          | Extérieur        | Score                        |
| -------------- | ----------------- | ---------------- | ---------------------------- |
| 12 - 11 - 1974 | FC Homburg-Saar   | TSV Bleidenstadt | 0 - 0 (a. p.) (t.a.b. 0 - 2) |
| 13 - 11 - 1974 | Borussia Dortmund | SpVgg Fürth      | 1 - 0                        |
| 21 - 12 - 1974 | VfL Bochum        | FC Bayern Hof    | 5 - 0                        |
| 16 - 11 - 1974 | SC Jülich         | VfB Dillingen    | 4 - 0                        |

## Troisième tour
Les résultats du troisième tour.
| Date           | Domicile               | Extérieur                 | score           |
| -------------- | ---------------------- | ------------------------- | --------------- |
| 05 - 02 - 1975 | Fortuna Cologne        | FC Schalke 04             | 2 - 0           |
| 08 - 02 - 1975 | FC Bayer 05 Uerdingen  | VfL Bochum                | 0 - 2           |
| 08 - 02 - 1975 | Fortuna Düsseldorf     | 1. FC Kaiserslautern      | 3 - 2 (a . p .) |
| 08 - 02 - 1975 | Werder Brême           | FC Augsbourg              | 2 - 2 (a . p .) |
| 08 - 02 - 1975 | 1. FC Cologne          | FC St. Pauli              | 4 - 1           |
| 08 - 02 - 1975 | 1. FC Mülheim          | Eintracht Francfort       | 0 - 3           |
| 08 - 02 - 1975 | Tennis Borussia Berlin | Alemannia Aix-la-Chapelle | 1 - 0           |
| 08 - 02 - 1975 | Schwarz-Weiß Essen     | Rot-Weiss Essen           | 1 - 2           |
| 08 - 02 - 1975 | Eintracht Brunswick    | SC Viktoria Cologne       | 1 - 2           |
| 08 - 02 - 1975 | FK Pirmasens           | TSV 1860 Munich           | 4 - 2           |
| 08 - 02 - 1975 | Borussia Dortmund      | Sportfreunde Siegen       | 2 - 1           |
| 08 - 02 - 1975 | VfB Stuttgart II       | Bayer Leverkusen          | 2 - 0           |
| 08 - 02 - 1975 | Altona 93              | Arminia Hanovre           | 2 - 0           |
| 08 - 02 - 1975 | Bayern Munich          | MSV Duisbourg             | 2 - 3           |
| 08 - 02 - 1975 | SC Jülich              | TSV Bleidenstadt          | 4 - 2           |
| 15 - 02 - 1975 | SV Sandhausen          | VfB Eppingen              | 1 - 2           |

Matchs rejoués
| Date           | Domicile     | Extérieur    | Score |
| -------------- | ------------ | ------------ | ----- |
| 19 - 02 - 1975 | FC Augsbourg | Werder Brême | 1 - 2 |

## Huitièmes de finale
Les résultats des huitièmes de finale.
| Date           | Domicile            | Extérieur              | score    |
| -------------- | ------------------- | ---------------------- | -------- |
| 15 - 03 - 1975 | Eintracht Francfort | VfL Bochum             | 1 - 0    |
| 15 - 03 - 1975 | Fortuna Düsseldorf  | 1. FC Cologne          | 5 - 2    |
| 15 - 03 - 1975 | Rot-Weiss Essen     | FK Pirmasens           | 6 - 0    |
| 15 - 03 - 1975 | MSV Duisbourg       | Altona 93              | 7 - 0    |
| 15 - 03 - 1975 | VfB Stuttgart II    | Tennis Borussia Berlin | 2 - 1    |
| 15 - 03 - 1975 | VfB Eppingen        | Werder Brême           | 0 - 2    |
| 15 - 03 - 1975 | SC Fortuna Cologne  | SC Jülich              | 0-0 a.p. |
| 16 - 03 - 1975 | SC Viktoria Köln    | Borussia Dortmund      | 0-0 a.p. |

Matchs rejoués
| Date           | Domicile          | Extérieur          | score |
| -------------- | ----------------- | ------------------ | ----- |
| 26 - 03 - 1975 | Borussia Dortmund | SC Viktoria Köln   | 3 - 0 |
| 29 - 03 - 1975 | SC Jülich         | SC Fortuna Cologne | 0 - 1 |

## Quarts de finale
Les résultats des quarts de finale.
| Date           | Domicile            | Extérieur          | Score |
| -------------- | ------------------- | ------------------ | ----- |
| 12 - 04 - 1975 | Werder Brême        | MSV Duisbourg      | 0 - 2 |
| 12 - 04 - 1975 | Rot-Weiss Essen     | Fortuna Düsseldorf | 1 - 0 |
| 12 - 04 - 1975 | Eintracht Francfort | SC Fortuna Cologne | 4 - 2 |
| 12 - 04 - 1975 | VfB Stuttgart II    | Borussia Dortmund  | 0 - 4 |

## Demi-finales
Les résultats des demi-finales.
| Date           | Domicile            | Extérieur         | Score      |
| -------------- | ------------------- | ----------------- | ---------- |
| 29 - 04 - 1975 | Eintracht Francfort | Rot-Weiss Essen   | 3 - 1 a.p. |
| 30 - 04 - 1975 | MSV Duisbourg       | Borussia Dortmund | 2 - 1 a.p. |

## Finale
| Entraîneur :   |
| Dietrich Weise |

| Entraîneur :     |
| Willibert Kremer |

| Entraîneur :   |
| Dietrich Weise |

| Entraîneur :     |
| Willibert Kremer |